# LNB Pro A 2018-19
La LNB Pro A 2018-2019, denominada por motivos de patrocinio Jeep Élite, fue la edición número 97 de la Pro A, la máxima competición de baloncesto de Francia. La temporada regular comenzó el 22 de septiembre de 2018 y acabó el 25 de junio de 2019. Los ocho mejor clasificados accedieron a los playoffs, mientras que los dos últimos, Olympique d'Antibes y Fos Provence Basket descendieron a la Pro B. El campeón fue finalmente el ASVEL Lyon-Villeurbanne, que lograba así su decimonoveno título. 

## Equipos temporada 2018-19
| Equipo                        | Ciudad              | Pabellón                                     | Capacidad   |
| ----------------------------- | ------------------- | -------------------------------------------- | ----------- |
| Antibes Sharks                | Antibes             | Azur Arena                                   | 5249        |
| AS Monaco Basket              | Fontvieille, Monaco | Salle Gaston Médecin                         | 3700        |
| ASVEL                         | Villeurbanne        | Astroballe                                   | 5556        |
| BCM Gravelines-Dunkerque      | Gravelines          | Sportica                                     | 3043        |
| Boulazac Basket Dordogne      | Boulazac            | Le Palio                                     | 5200        |
| Champagne Châlons-Reims       | Châlons / Reims     | Complexe René-Tys / Pierre de Coubertin      | 2781 / 2791 |
| Cholet Basket                 | Cholet              | La Meilleraie                                | 5191        |
| Élan Béarnais Pau-Lacq-Orthez | Pau                 | Palais des Sports de Pau                     | 7707        |
| Élan Chalon                   | Chalon-sur-Saône    | Le Colisée                                   | 4948        |
| ESSM Le Portel                | Le Portel           | Chaudron                                     | 3500        |
| Fos Provence                  | Fos-sur-Mer         | Parsemain Sports Complex                     | 2000        |
| JDA Dijon Basket              | Dijon               | Palais des Sports Jean-Michel Geoffroy       | 4628        |
| JL Bourg-en-Bresse            | Bourg-en-Bresse     | Ekinox                                       | 3548        |
| Le Mans Sarthe Basket         | Le Mans             | Antarès                                      | 6023        |
| Levallois Metropolitans       | Levallois-Perret    | Palais des Sports Marcel Cerdan              | 3051        |
| Limoges CSP                   | Limoges             | Beaublanc                                    | 5516        |
| Nanterre 92                   | Nanterre            | Palais des Sports / Halle Georges Carpentier | 3000 / 5009 |
| SIG Basket                    | Strasbourg          | Rhénus Sport                                 | 6200        |

## Temporada regular

### Clasificación
| Pos. | Equipo                   | PJ | G  | P  | PF   | PC   | DP   | Pts | Clasificación o descenso    |
| ---- | ------------------------ | -- | -- | -- | ---- | ---- | ---- | --- | --------------------------- |
| 1    | ASVEL (Q)                | 34 | 27 | 7  | 2859 | 2602 | +257 | 61  | Clasificación para playoffs |
| 2    | Monaco (Q)               | 34 | 24 | 10 | 2834 | 2586 | +248 | 58  | Clasificación para playoffs |
| 3    | JDA Dijon (Q)            | 34 | 23 | 11 | 2761 | 2546 | +215 | 57  | Clasificación para playoffs |
| 4    | Nanterre 92 (Q)          | 34 | 23 | 11 | 2870 | 2684 | +186 | 57  | Clasificación para playoffs |
| 5    | ÉB Pau-Lacq-Orthez       | 34 | 21 | 13 | 2692 | 2614 | +78  | 55  | Clasificación para playoffs |
| 6    | SIG Strasbourg           | 34 | 20 | 14 | 2765 | 2709 | +56  | 54  | Clasificación para playoffs |
| 7    | Limoges CSP              | 34 | 20 | 14 | 2865 | 2778 | +87  | 54  | Clasificación para playoffs |
| 8    | Le Mans Sarthe           | 34 | 20 | 14 | 2782 | 2637 | +145 | 54  | Clasificación para playoffs |
| 9    | JL Bourg                 | 34 | 19 | 15 | 2793 | 2778 | +15  | 53  |                             |
| 10   | Boulazac Basket Dordogne | 34 | 17 | 17 | 2708 | 2700 | +8   | 51  |                             |
| 11   | BCM Gravelines           | 34 | 16 | 18 | 2778 | 2815 | −37  | 50  |                             |
| 12   | Levallois Metropolitans  | 34 | 14 | 20 | 2692 | 2759 | −67  | 48  |                             |
| 13   | Champagne Châlons Reims  | 34 | 13 | 21 | 2814 | 2931 | −117 | 47  |                             |
| 14   | Élan Chalon              | 34 | 12 | 22 | 2902 | 2869 | +33  | 46  |                             |
| 15   | Cholet                   | 34 | 11 | 23 | 2669 | 2882 | −213 | 45  |                             |
| 16   | ESSM Le Portel           | 34 | 10 | 24 | 2647 | 2889 | −242 | 44  |                             |
| 17   | Fos Provence Basket      | 34 | 9  | 25 | 2591 | 2913 | −322 | 43  | Descenso a Pro B            |
| 18   | Antibes Sharks (R)       | 34 | 7  | 27 | 2521 | 2848 | −327 | 41  | Descenso a Pro B            |

 Fuente: LNB.fr
Criterios de clasificación: 1) puntos; 2) enfrentamientos directos; 3) Diferencia de puntos; 4) Puntos anotados.

### Resultados
| Local \ Visitante   | ANT    | ASV   | BCM     | BOU   | CHA    | CHO   | PAU   | ELA     | POR    | FOS    | DIJ   | JLB    | LMS   | LEV    | LIM    | MON    | NAN    | STR    |
| ------------------- | ------ | ----- | ------- | ----- | ------ | ----- | ----- | ------- | ------ | ------ | ----- | ------ | ----- | ------ | ------ | ------ | ------ | ------ |
| Antibes Sharks      | —      | 72–87 | 66–78   | 79–91 | 78–86  | 72–69 | 83–73 | 63–100  | 78–63  | 72–76  | 71–84 | 76–71  | 78–92 | 62–67  | 85–92  |        | 70–86  | 81–86  |
| ASVEL               | 91–60  | —     | 95–72   | 77–61 | 91–84  | 68–76 | 88–75 | 106–104 | 91–73  | 88–64  | 80–62 | 81–66  | 80–76 | 81–75  | 82–68  | 92–91  | 74–96  | 85–61  |
| BCM Gravelines      | 88–71  | 84–96 | —       | 69–77 | 85–81  | 87–83 | 52–80 | 66–91   | 86–71  | 116–85 | 70–86 | 65–78  | 69–76 | 97–85  | 88–83  | 74–65  | 84–80  |        |
| Boulazac Dordogne   | 85–84  | 73–78 | 72–65   | —     | 98–86  |       | 90–77 | 80–75   | 82–57  | 81–52  | 73–84 | 86–82  | 69–74 | 72–75  | 70–96  | 77–61  | 83–78  | 62–79  |
| Châlons Reims       | 91–80  | 73–82 | 88–78   | 83–81 | —      | 94–79 | 78–82 | 91–87   | 82–70  | 81–80  |       | 96–102 | 77–91 | 102–98 | 83–106 | 86–93  | 77–102 | 93–91  |
| Cholet              | 74–91  | 76–87 | 84–71   | 77–92 | 75–85  | —     | 63–70 | 98–94   |        |        | 61–67 | 89–82  | 70–64 | 69–96  | 76–84  | 82–87  | 98–92  | 75–112 |
| ÉB Pau-Orthez       | 73–72  | 82–79 | 82–73   | 97–95 | 77–67  | 70–79 | —     | 101–96  | 92–69  | 84–77  | 63–59 | 74–85  | 91–90 | 84–69  |        | 68–70  | 84–75  | 98–57  |
| Élan Chalon         | 92–70  | 89–92 | 100–102 | 97–65 | 66–98  | 89–84 | 78–82 | —       | 92–70  | 88–74  | 81–89 | 76–79  | 85–74 | 90–79  | 73–77  | 79–78  | 94–97  | 77–92  |
| ESSM Le Portel      | 98–87  | 69–72 | 82–87   | 70–72 | 83–81  | 84–92 | 75–69 | 82–85   | —      | 85–83  | 90–69 |        | 76–90 | 83–78  | 90–81  | 83–82  | 82–105 | 82–79  |
| Fos Provence Basket | 80–87  |       | 62–88   | 88–76 | 84–73  | 70–77 | 90–91 | 76–73   | 67–79  | —      | 61–82 | 78–76  | 68–88 | 64–72  | 87–72  | 80–77  | 73–95  | 74–82  |
| JDA Dijon           | 84–55  | 94–77 | 82–84   | 83–66 | 87–65  | 76–72 | 81–78 | 80–72   | 94–58  | 112–85 | —     | 73–76  | 78–70 | 79–75  | 109–87 | 81–84  | 87–81  | 80–55  |
| JL Bourg            | 82–57  | 81–82 | 85–100  | 93–75 | 102–83 | 95–86 | 72–64 | 93–84   | 89–84  | 75–93  | 90–88 | —      | 83–77 | 78–80  | 88–99  | 100–90 | 75–70  | 83–73  |
| Le Mans Sarthe      | 98–89  | 89–83 | 89–87   | 86–78 | 89–74  | 83–77 | 94–74 |         | 102–82 | 100–84 | 81–57 | 79–61  | —     | 80–69  | 60–68  | 76–64  | 75–84  | 71–75  |
| Levallois M.        | 86–92  | 79–88 | 86–83   | 66–69 | 83–78  | 74–59 | 68–66 | 68–81   | 84–74  | 81–90  | 80–89 | 85–96  | 85–74 | —      | 98–90  | 79–80  | 85–92  | 80–65  |
| Limoges CSP         | 86–63  | 74–85 | 95–99   | 89–84 | 88–84  | 84–76 | 81–68 | 111–103 | 89–67  | 92–87  | 67–79 | 103–74 | 91–81 |        | —      | 73–85  | 80–62  | 90–76  |
| Monaco              | 103–89 | 63–66 | 94–74   | 85–74 | 83–59  | 88–67 | 91–74 | 93–78   | 90–85  | 78–69  | 89–71 | 85–74  | 82–65 | 87–89  | 87–68  | —      | 75–63  | 83–79  |
| Nanterre 92         | 78–73  | 79–78 | 88–82   | 68–90 | 73–67  | 89–70 |       | 81–78   | 99–93  | 93–71  | 77–73 | 85–64  | 98–77 | 90–82  | 86–65  | 77–82  | —      | 92–86  |
| SIG Strasbourg      | 75–55  | 97–92 | 90–84   | 93–88 | 90–97  | 96–82 | 65–70 | 90–81   | 87–73  | 107–74 | 91–78 | 76–71  | 77–75 | 69–58  | 81–61  | 71–101 | 75–85  | —      |

## Play-offs
|  | Cuartos de final | Cuartos de final        | Cuartos de final | Cuartos de final | Cuartos de final | Cuartos de final | Cuartos de final        |    |    | Semifinales | Semifinales | Semifinales | Semifinales | Semifinales | Semifinales | Semifinales |                         |    | Final | Final | Final | Final | Final | Final | Final |  |
|  |                  |                         |                  |                  |                  |                  |                         |    |    |             |             |             |             |             |             |             |                         |    |       |       |       |       |       |       |       |  |
|  |                  |                         |                  |                  |                  |                  |                         |    |    |             |             |             |             |             |             |             |                         |    |       |       |       |       |       |       |       |  |
|  | 1                | ASVEL Lyon-Villeurbanne | 73               | 70               |                  |                  |                         |    |    |             |             |             |             |             |             |             |                         |    |       |       |       |       |       |       |       |  |
|  | 1                | ASVEL Lyon-Villeurbanne | 73               | 70               |                  |                  |                         |    |    |             |             |             |             |             |             |             |                         |    |       |       |       |       |       |       |       |  |
|  | 8                | Le Mans Sarthe Basket   | 67               | 63               |                  |                  |                         |    |    |             |             |             |             |             |             |             |                         |    |       |       |       |       |       |       |       |  |
|  | 8                | Le Mans Sarthe Basket   | 67               | 63               |                  | 1                | ASVEL Lyon-Villeurbanne | 91 | 82 | 99          |             |             |             |             |             |             |                         |    |       |       |       |       |       |       |       |  |
|  |                  |                         |                  |                  |                  |                  |                         | 91 | 82 | 99          |             |             |             |             |             |             |                         |    |       |       |       |       |       |       |       |  |
|  |                  |                         | 4                | Nanterre 92      | 72               | 70               | 56                      |    |    |             |             |             |             |             |             |             |                         |    |       |       |       |       |       |       |       |  |
|  | 4                | Nanterre 92             | 4                | Nanterre 92      | 72               | 70               | 56                      | 87 | 64 | 84          |             |             |             |             |             |             |                         |    |       |       |       |       |       |       |       |  |
|  | 4                | Nanterre 92             |                  |                  |                  |                  |                         |    |    |             |             |             |             |             |             |             |                         |    |       |       |       |       |       |       |       |  |
|  | 5                | ÉB Pau-Orthez           | 53               | 76               | '69              |                  |                         |    |    |             |             |             |             |             |             |             |                         |    |       |       |       |       |       |       |       |  |
|  | 5                | ÉB Pau-Orthez           | 53               | 76               | '69              |                  |                         |    |    |             |             |             |             |             |             | 1           | ASVEL Lyon-Villeurbanne | 81 | 73    | 62    | 81    | 66    |       |       |       |  |
|  |                  |                         |                  |                  |                  |                  |                         |    |    |             |             |             |             |             |             |             | ASVEL Lyon-Villeurbanne | 81 | 73    | 62    | 81    | 66    |       |       |       |  |
|  |                  |                         | 2                | AS Mónaco Basket | 71               | 67               | 97                      | 89 | 55 |             |             |             |             |             |             |             |                         |    |       |       |       |       |       |       |       |  |
|  | 2                | AS Mónaco Basket        | 2                | AS Mónaco Basket | 71               | 67               | 97                      | 89 | 55 | 93          | 90          |             |             |             |             |             |                         |    |       |       |       |       |       |       |       |  |
|  | 2                | AS Mónaco Basket        |                  |                  |                  |                  |                         |    |    |             |             |             |             |             |             |             |                         |    |       |       |       |       |       |       |       |  |
|  | 7                | CSP Limoges             | 73               | 62               |                  |                  |                         |    |    |             |             |             |             |             |             |             |                         |    |       |       |       |       |       |       |       |  |
|  | 7                | CSP Limoges             | 73               | 62               |                  | 2                | AS Mónaco Basket        | 82 | 84 | 81          |             |             |             |             |             |             |                         |    |       |       |       |       |       |       |       |  |
|  |                  |                         |                  |                  |                  |                  |                         | 82 | 84 | 81          |             |             |             |             |             |             |                         |    |       |       |       |       |       |       |       |  |
|  |                  |                         | 3                | JDA Dijon        | 77               | 75               | 78                      |    |    |             |             |             |             |             |             |             |                         |    |       |       |       |       |       |       |       |  |
|  | 3                | JDA Dijon               | 3                | JDA Dijon        | 77               | 75               | 78                      | 62 | 85 |             |             |             |             |             |             |             |                         |    |       |       |       |       |       |       |       |  |
|  | 3                | JDA Dijon               |                  |                  |                  |                  |                         |    |    |             |             |             |             |             |             |             |                         |    |       |       |       |       |       |       |       |  |
|  | 6                | SIG Strasbourg          | 94               | 89               |                  |                  |                         |    |    |             |             |             |             |             |             |             |                         |    |       |       |       |       |       |       |       |  |
|  | 6                | SIG Strasbourg          | 94               | 89               |                  |                  |                         |    |    |             |             |             |             |             |             |             |                         |    |       |       |       |       |       |       |       |  |
|  |                  |                         |                  |                  |                  |                  |                         |    |    |             |             |             |             |             |             |             |                         |    |       |       |       |       |       |       |       |  |

## Estadísticas
Hasta el 22 de mayo de 2019.
| Rank | Nombre          | Equipo                   | PPP  |
| ---- | --------------- | ------------------------ | ---- |
| 1.   | Devin Ebanks    | Champagne Châlons Reims  | 18.8 |
| 2.   | Zachery Peacock | JL Bourg Basket          | 17.8 |
| 3.   | C.J. Harris     | ÉB Pau-Orthez            | 16.8 |
| 4.   | Kenny Chery     | Boulazac Basket Dordogne | 16.7 |
| 5.   | Ron Lewis       | Fos Provence Basket      | 15.3 |

| Rank | Nombre          | Equipo                  | APP |
| ---- | --------------- | ----------------------- | --- |
| 1.   | Justin Robinson | Élan Chalon             | 8.2 |
| 2.   | David Holston   | JDA Dijon Basket        | 7.2 |
| 3.   | Jordan Taylor   | CSP Limoges             | 7.0 |
| 4.   | Zack Wright     | JL Bourg Basket         | 6.2 |
| 5.   | Roko Leni Ukić  | Levallois Metropolitans | 6.1 |

| Rank | Nombre           | Equipo                  | RPP |
| ---- | ---------------- | ----------------------- | --- |
| 1.   | Youssou Ndoye    | JL Bourg Basket         | 8.8 |
| 2.   | O.D. Anosike     | ESSM Le Portel          | 8.6 |
| 3.   | Youssoupha Fall  | SIG Strasbourg          | 8.4 |
| 4.   | Julian Wright    | Levallois Metropolitans | 8.4 |
| 5.   | Franklin Hassell | Cholet Basket           | 7.9 |

| Rank | Nombre          | Equipo          | TPP |
| ---- | --------------- | --------------- | --- |
| 1.   | Taylor Smith    | BCM Gravelines  | 1.7 |
| 2.   | Jarvis Varnado  | Provence Basket | 1.6 |
| 3.   | Youssoupha Fall | SIG Strasbourg  | 1.4 |
| 4.   | Youssou Ndoye   | JL Bourg Basket | 1.4 |
| 5.   | Vitalis Chikoko | ÉB Pau-Orthez   | 1.3 |

### Valoración
| Rank | Nombre          | Equipo                  | VPP  |
| ---- | --------------- | ----------------------- | ---- |
| 1.   | Julian Wright   | Levallois Metropolitans | 19.4 |
| 2.   | Youssoupha Fall | SIG Strasbourg          | 19.3 |
| 3.   | Youssou Ndoye   | JL Bourg Basket         | 18.9 |
| 4.   | Vitalis Chikoko | ÉB Pau-Orthez           | 18.6 |
| 5.   | Taylor Smith    | BCM Gravelines          | 18.0 |